# المونت نیویورک
المونت نیویورک (به انگلیسی: Elmont) یک منطقهٔ مسکونی در ایالات متحده آمریکا است که در شهرستان نساو، نیویورک واقع شده‌است. المونت نیویورک ۸٫۸ کیلومتر مربع مساحت و ۳۳٬۱۹۸ نفر جمعیت دارد و ۱۲ متر بالاتر از سطح دریا واقع شده‌است.